# Chitaura haani
Chitaura haani är en insektsart som beskrevs av Bolívar, I. 1918. Chitaura haani ingår i släktet Chitaura och familjen gräshoppor. Inga underarter finns listade i Catalogue of Life.